# Volcà de Fuego
El volcà de Fuego (en kaqtxikel: Chi'gag; 'lloc del foc', 'on hi ha el foc') és un estratovolcà actiu situat entre els departaments de Sacatepéquez, Escuintla i Chimaltenango, al centre-sud de Guatemala. El volcà de Fuego és el volcà més actiu de Centreamèrica i un dels més actius del món.
El volcà destaca per unes erupcions violentes i és el volcà més actiu des de la Conquesta de Guatemala, fins al punt que s'afirma que el conqueridor Pedro de Alvarado (1485-1541) va poder-lo veure en erupció l'any de 1524, segons el que explica a les epístoles.
El volcà té una altitud de 3.763 metres i pràcticament es troba descobert de vegetació més amunt dels 1.300 metres, on bàsicament només es pot trobar lava. Té la forma d'un con que s'allarga considerablement cap al sud, formant el peu de muntanya cap a la costa sud. A sota es constitueix un altiplà orogràfic de múltiples característiques geològiques. Forma una tríada de colossos amb els volcans d'Agua i Acatenango, propers a la seva base; de fet, comparteix el mateix bloc volcànic amb el volcà Acatenango, i originalment tots dos eren referits pels colons espanyols com «els volcans de Foc». Del volcà neixen diverses fonts hídriques, que es converteixen en rius descendents cap a la costa sud, en una àrea de riquesa mineral, òptima per a l'agricultura.

## Història
El 1662 l'historiador Francisco Antonio de Fuentes y Guzmán va descriure així al volcà de Fuego: «Una de les dues muntanyes que circumden la vall de panchoy, on es va assentar la segona ciutat i capital de Guatemala, de la qual distava tres llegües, i al que es va donar pels espanyols aquest nom per distingir-lo del volcà d'Agua, o sigui el que va llançar la màniga torrencial que va arruïnar la Ciudad Vieja el 1541. Al cim del volcà de Fuego, una mica menys elevat que l'Agua, hi agafa la neu, però al cràter no hi trona, com passa amb el de Pacaya, amb el qual es comunica, com amb la Serra de Sinaloa, a set-centes llegües de distàncies».
Els indígenes d'Alotenango explicaven la llegenda que el volcà va conservar el nom de «volcán de Fuego» —que havia rebut per les seves constants erupcions— perquè quan uns sacerdots espanyols van intentar batejar-lo amb el nom de «Catarina», el volcà es va negar rotundament a rebre les aigües baptismals, provocant una erupció tan violenta que la creu amb què pretenien batejar-ho va ser llançada fins al palau del bisbe a Santiago de los Caballeros de Guatemala (actualment Antigua Guatemala). Els sacerdots van tenir llavors terror del volcà i no van tornar a intertar mai de rebatejar-lo. L'historiador Domingo Juarros en la seva obra Compendio de la historia de la Ciudad de Guatemala el 1818 va parlar de les erupcions que havia fet el volcà de Fuego durant el Virregnat espanyol, especificant que les que s'havien produït el 1581, 1586, 1623, 1705, 1710, 1717, 1732 i 1737 van causar danys als voltants, mentre que la que va fer a finals del segle xviii no va tenir conseqüències desastroses, encara que va durar diversos dies i va escalfar l'aigua d'un vessant que baixa del volcà Acatenango fins al punt que no es podia travessar.

### Expedició d'Eugenio Dussaussay de 1881

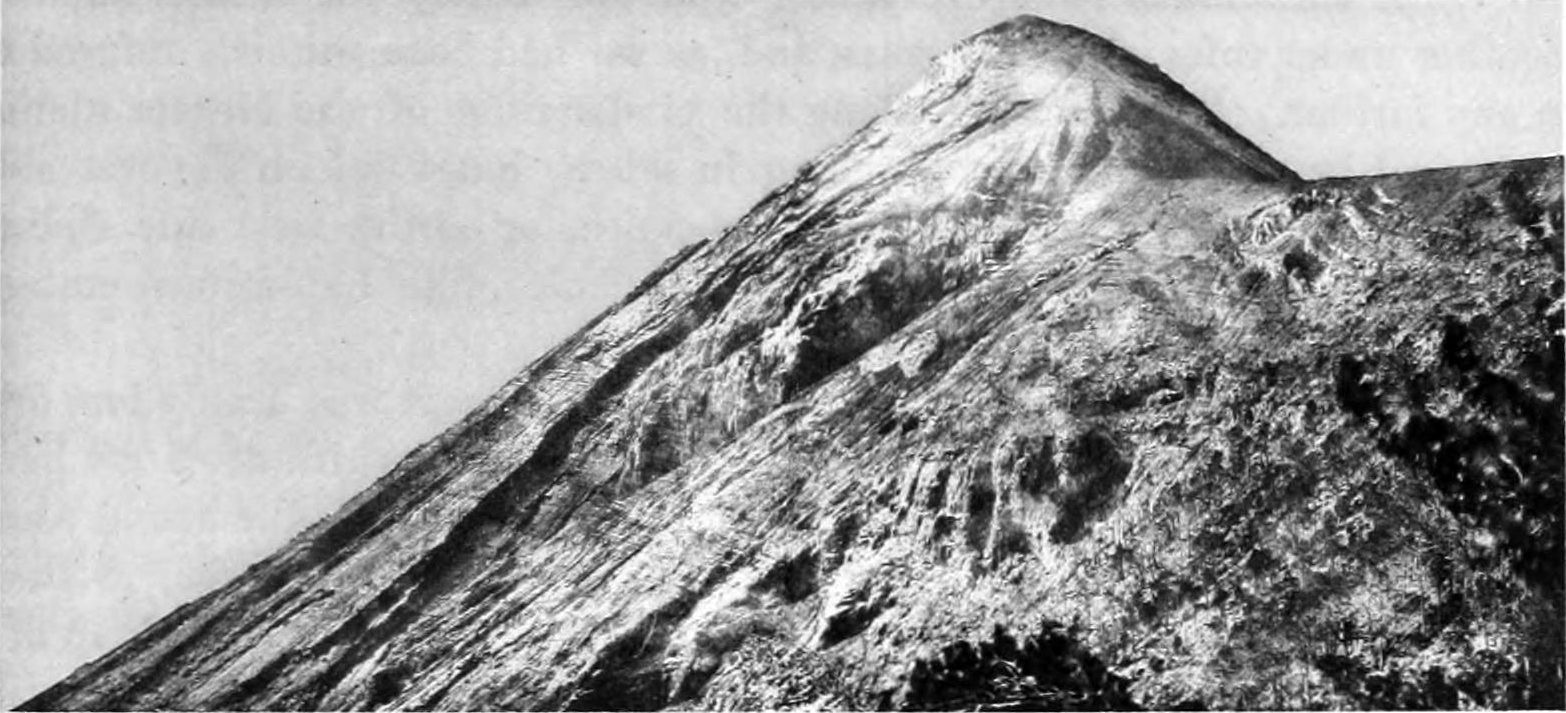
Cim del volcà de Fuego vist des de l'altiplà que el separa del volcà Acatenango el 1899. Fotografia d'Alfred Percival Maudslay.

El 1881, l'escriptor Eugenio Dussaussay va relatar la seva ascensió al volcà de Fuego, llavors parcialment inexplorat. Primer, va necessitar demanar autorització per pujar al volcà al cap polític de Sacatepéquez, que els va lliurar una carta per a l'alcalde d'Alotenango sol·licitant-li que prestés als exploradors els auxilis necessaris per a la seva expedició. Dussaussay i el seu acompanyant, Tadeo Trabanino, tenien la intenció d'ascendir al cim central, que encara no havia estat explorat, però no van trobar guia i es van conformar a pujar al con actiu, que havia fet erupció el 1880.
El seu guia, el senyor Rudecindo Zul, oriünd d'Alotenango, i dos mossos de la localitat van guiar a Dussaussay i a Trabanino fins a una zona d'altiplà de la muntanya, abans d'arribar a les boques dels volcans, però no van avançar més pel temor que tenien els indígenes de la localitat al volcà; de fet, només Zul es va oferir com a guia, mentre que als altres els va obligar l'alcalde a anar-hi. Entre les provisions que portaven els exploradors hi havia aiguardent per al guia i els mossos (condició única per acompanyar l'expedició), instruments per ubicar-se i armament per defensar-se dels tigres que en aquell moment habitaven l'àrea.
L'ascensió des d'Alotenango s'iniciava amb una marxa de quatre llegües (aproximadament setze quilòmetres) per una plana fins a arribar al primer pendent, anomenada «del Castillo» o «Gajoteachucuyo» i que eren les faldes més baixes del volcà. La regió presentava una sorprenent vegetació amb roures, alzines amb glans, alvocats i amates entre molts altres arbres. En sortir de la costa del Castell, la muntanya es feia molt més espessa: els arbres eren menys elevats, però es trobaven en molta més quantitat i com que feia vuit mesos que ningú no hi havia pujat, Zul i els seus mossos van haver d'obrir un sender amb matxets.
A mesura que anaven ascendint van començar a advertir grans masses de vapor aquós flotant per l'aire que eren portades pel vent en totes direccions. Quan van arribar al lloc conegut com el «Cipresal» —pels sis xiprers que hi havia— els va envoltar una densa boira. Quan Dussaussay va mesurar-ne la temperatura, aquesta era de tan sols dos graus sobre zero; poc després el vapor condensat va començar a caure en forma d'un fort xàfec.
En sortir del Cipresal, la vegetació va canviar novament, i predominaven castanyers silvestres, puix que aquests prefereixen les terres altes. Els exploradors hi van passar la nit, improvisant una cabanya amb horcones (forques grosses per fer de suport d'estructures), branques i fulles i escombrant la lava que hi havia sobre el terra; quan clarejava, des del lloc en què es trobaven podien albirar Escuintla i l'oceà Pacífic al sud, el volcà d'Agua a l'est i Antiga Guatemala i la Ciutat de Guatemala al nord-oest. Al nord els bloquejava el cim central del mateix volcà de Fuego.
Els exploradors van continuar escalant, i van arribar al punt que els indígenes d'Alotenango anomenaven el «primer altiplà» i d'on ja no va passar Zul; només un mosso va acompanyar Duassaussay i Trabanino fins a la «segon altiplà», que és la que porta al cràter del volcà. Quan van ascendir cap al segon altiplà ja només hi havia pins raquítics i ja no hi havia fauna; la vegetació a poc a poc anava disminuint i quan van arribar a l'altiplà havia desaparegut del tot. Ja sols, els exploradors van comprendre per què els indígenes no passaven d'aquest altiplà: el lloc consistia d'un filó de només uns trenta centímetres d'ample amb precipicis pregons a banda i banda un fort vent que els va llançar a terra. Duassaussay i Trabanino van vorejar el filó i van arribar al peu de la penya que forma la base del cim i amb molta dificultat van aconseguir acostar-se al cràter, però no van poder veure'l perquè estava decantat i una mica més avall de la cúspide del volcà. El que sí que van percebre era que, malgrat estar a vuit graus sota zero, la forta calor de la pedra que trepitjaven i l'olor sulfurosa que emanava del fum que llançava el volcà. Després de setze hores de penós ascens, el retorn va ser de tot just quatre hores.

### Expedició d'Alfred Maudslay del 1892

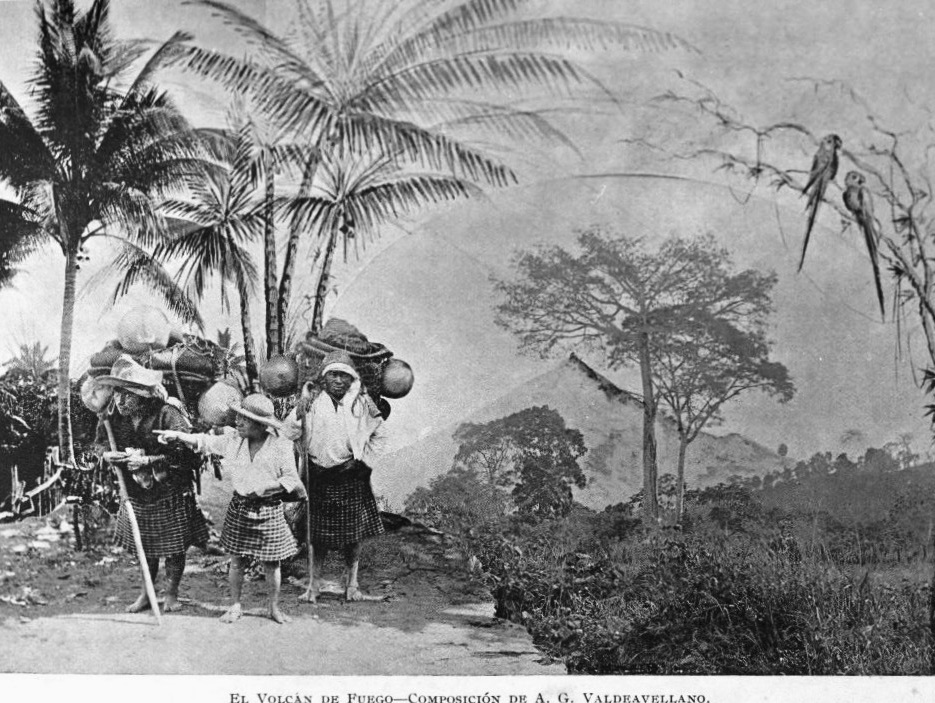
Composició fotogràfica del volcà de Fuego el 1897 realitzada per Alberto G. Valdeavellano per a La Il·lustració Guatemalteca.

El 7 de gener de 1892, l'arqueòleg anglès Alfred Percival Maudslay i el Dr. Otto Stoll, que residia a Antigua Guatemala, van iniciar l'ascens al volcà des d'Alotenango, portant set mossos amb menjar, roba i equip de campament. Van cavalcar durant una hora cap a la muntanya fins que les mules no van poder seguir i les van enviar de tornada al poblat amb un mosso. Les primeres dues hores d'ascens no foren gaire pronunciades, però era pesat caminar sobre el fullatge i fulles seques obrint-se camí entre el bosc espès. Després van continuar per una sendera escarpada construïda al bosc i no va ser sinó fins que van arribar als 2.900 metres d'altitud que van poder veure el cim del volcà per primera vegada. Els vessants del cimal del volcà ja no tenien vegetació i els barrancs propers estaven coberts de cendra volcànica i roca fosa.
Maudslay i Stoll van continuar l'ascens fins a arribar a un punt on els indígenes locals havien netejat uns quants metres de terreny a 3.425 metres d'altitud i van decidir acampar per passar-hi la nit. Els indígenes van col·locar un mur improvisat de branques de pi per protegir-se del vent; el fred era tan intens que els escaladors van tenir dificultats per agafar el son aquella nit. L'endemà al matí, van reiniciar l'ascens i van arribar fins a l'altiplà, que és el cim del massís muntanyós que estaven escalant i es troba a 3.700 metres d'altitud. Al nord els quedava el cim del volcà Acatenango, el més alt dels tres cons i que estava cobert amb pins gairebé fins al cim, i al sud, el del volcà de Fuego.
Els mossos no van voler continuar més enllà de l'altiplà, per la qual cosa Stoll i Maudslay van continuar sols per la vora de l'altiplà, que era prou ampla perquè una persona pogués passar-hi còmodament, però que tenia un abisme al costat oriental i uns vessants plens de roques i material volcànic a l'occidental. L'ascens de 150 m fins al cràter va ser summament difícil, i es van veure obligats a fer servir vares de suport i nombrosos descansos per poder-hi arribar. Finalment, van fer el cim i van poder figurar l'interior del cràter, que Maudslay va descriure així: «El cràter era un forat de gairebé cent peus de profunditat, gairebé completament envoltat de roques desfetes i fumejants cobertes amb dipòsits sulfurosos i caient a zones més profundes al costat oposat al que em trobava, però que no podia veure per les sortints de roques que em cobrien la vista. Potser el més curiós de la muntanya és el fet que s'enlaira molt regularment i gradualment a un punt agut, on tots dos ens vam poder asseure i poder albirar tot al nostre voltant. Els gasos que emanaven del volcà no eren gens agradables, però sortosament el vent estava a favor nostre». Després d'un breu descans a l'altiplà, van tornar a Alotenango on van arribar després d'unes quantes hores.

## Activitat

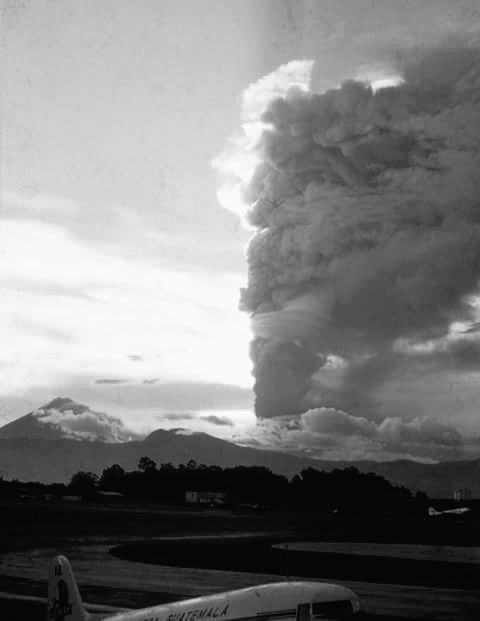
Erupció de 1959 vista des de l'antiga terminal de l' Aeroport Internacional L'Aurora. Fotografia de Luis Samayoa Amiel.

### Terratrèmols que van afectar la ciutat de Santiago dels Cavallers
És un dels volcans més actius de Guatemala i de Centreamèrica. Impressionant per les seves erupcions que s'han registrat des de 1524, l'última erupció va passar el 5 de juny de 2018, després de l'erupció del 3 de juny de 2018 que va prendre la vida de molts guatemalencs. Aquesta situació manté en alerta constant les comunitats que viuen a les seves faldes, com Sant Pere Yepocapa.

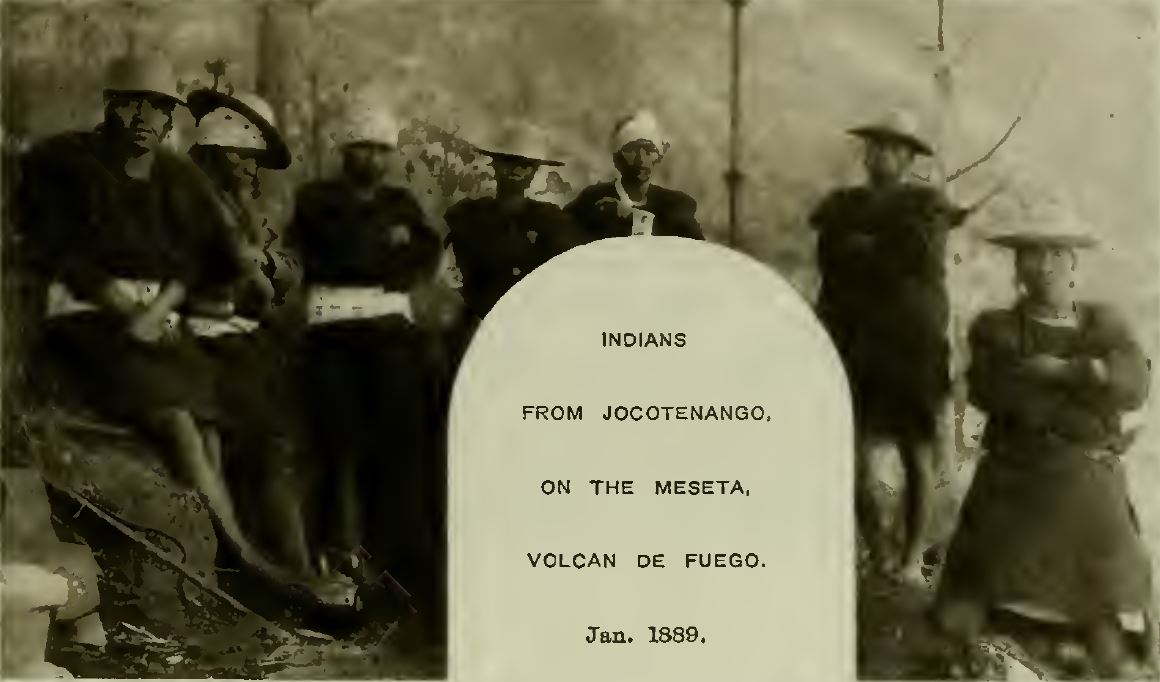
Indígenes de Jocotenango a l'altiplà del volcà de Fuego el 1889. Fotografia d'Alfred Percival Maudslay.

El volcà ha fet erupció més de seixanta vegades des del 1524; els terratrèmols més forts que va viure la ciutat d'Santiago de los Caballeros abans del seu trasllat definitiu el 1776 van ser els terratrèmols de Sant Miquel el 1717. A la ciutat, els habitants també creien que la proximitat del volcà de Fuego era la causa dels terratrèmols; l'arquitecte major Diego de Porres va arribar a afirmar que els terratrèmols eren causats per les explosions del volcà.
El 27 d'agost es produí una erupció força forta del volcà de Fuego, que es va estendre fins al 30 d'agost; els veïns de la ciutat van demanar auxili al Sant Crist de la catedral i a la Verge del Socors que eren els patrons contra el foc del volcà. El 29 d'agost va sortir la Mare de Déu del Roser en processó després d'un segle sense sortir i va haver-hi moltes més processons de sants fins al dia 29 de setembre, dia de Sant Miquel; els primers sismes a la tarda van ser lleus, però cap a les 7 de la nit es va produir un fort tremolor que va obligar els veïns a sortir de casa seva; van seguir els tremolors fins a les quatre del matí. Els veïns van sortir al carrer i a crits confessaven els seus pecats, pensant en el pitjor.
Els terratrèmols de Sant Miquel van danyar la ciutat considerablement, fins al punt que el Palau Reial va patir danys en algunes cambres i parets. També hi va haver un abandó parcial de la ciutat, escassetat d'aliments, manca de mà d'obra i molts danys a les construccions de la ciutat; a més de nombrosos morts i ferits. Aquests terratrèmols van fer pensar a les autoritats a traslladar la ciutat a un nou assentament menys propens a l'activitat sísmica; tot i que els veïns de la ciutat s'oposaren rotundament al trasllat, i fins i tot van prendre el Palau Reial com a protesta. Al final, la ciutat no es va moure d'ubicació, però el nombre d'efectius del Batallón de Dragones per protegir l'ordre va ser considerable.
El 1773, Santiago de los Caballeros de Guatemala era una de les ciutats més famoses de l'Imperi espanyol a Amèrica, i es considerava que únicament la Ciutat de Mèxic era més esplèndida. Segons descripcions de l'època, tres «monstruosos» volcans l'envoltaven: el volcà d'Agua, que era molt útil per a la ciutat per la seva fertilitat, a part que la seva forma piramidal afegia una bella vista, i els volcans de Fuego —volcà de Fuego i volcà Acatenango— als que es va anomenar així perquè encara que estaven més distants que el d'Aigua, havien fet erupció en nombroses ocasions i eren considerar-vos com els responsables de les constants ruïnes de la ciutat. La proximitat dels volcans ajudava que hi hagués banys de tota mena per als habitants de la ciutat: termals, medicinals i temperats; a més hi havia nombrosos potreros i hisendes als voltants. La ciutat era abastida gràcies als productes que diàriament eren portats des dels setanta-dos pobles veïns.
Així es trobava la ciutat el maig de 1773 quan van començar a sentir-se petits sismes, els quals van anar incrementant la seva intensitat i l'11 de juny amb un tremolor que va fer malbé algunes cases i edificis; els més danyats van ser:
- Església de les monges Carmelites
- Església de Santo Domingo
- Hospital Reial de Sant Joan de Déu[20]

Després van continuar els sismes, fins a arribar al 29 de juliol de 1773, dia de Santa Marta de Bethania, en què es va produir el terratrèmol catastròfic que va forçar el trasllat de la ciutat a un altre assentament, ja que es pensava que l'origen del terratrèmol havia estat el volcà de Fuego.

### Erupcions notables des de la conquesta espanyola el 1524

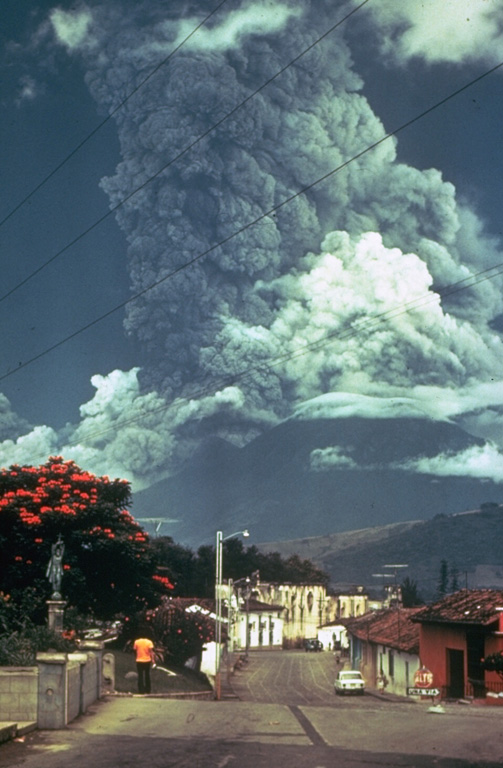
Erupció de 1974, vista des d'Antigua Guatemala.

| Data                     | Breu descripció |
| ------------------------ | --- |
| 11 de setembre de 1541   | Erupció reportada per la Comissió del president de la Reial Audiència el 1774, que indica que va ser la causant de l'esllavissada al volcà d'Aigua que va provocar la inundació i destrucció de la llavors capital de la Capitania General, que es trobava al peu del volcà d'Agua a la ubicació coneguda actualment com a Ciudad Vella. |
| 1581                     | Erupció reportada per l'historiador Domingo Juarros, que va causar danys o va estar relacionada amb terratrèmols. |
| 1586                     | Erupció reportada per l'historiador Domingo Juarros, que va causar danys o va estar relacionada amb terratrèmols. |
| 1623                     | Erupció reportada per l'historiador Domingo Juarros, que va causar danys o va estar relacionada amb terratrèmols. |
| 1705                     | Erupció reportada per l'historiador Domingo Juarros, que va causar danys o va estar relacionada amb terratrèmols. |
| 1710                     | Erupció reportada per l'historiador Domingo Juarros, que va causar danys o va estar relacionada amb terratrèmols. |
| 27-30 d'agost de 1717    | Forta erupció del volcà que va ser el preludi dels terratrèmols de Sant Miquel. |
| 1732                     | Erupció reportada per l'historiador Domingo Juarros, que va causar danys o va estar relacionada amb terratrèmols. |
| 1737                     | Erupció reportada per l'historiador Domingo Juarros, que va causar danys o va estar relacionada amb terratrèmols. |
| 1800 (aproximadament)    | Erupció que no va tenir conseqüències desastroses, encara que va durar uns quants dies i va escalfar l'aigua d'un vessant que baixa del volcà Acatenango fins al punt que no es podia creuar. |
| 1880                     | Erupció del volcà reportada per l'explorador Eugenio Dussaussay, que va ascendir al con actiu el 1881. |
| 1932                     | Forta erupció del volcà que va cobrir la ciutat d'Antigua Guatemala, la Ciutat de Guatemala, i els països Hondures i el Salvador amb cendra. A més a aquesta erupció la van acompanyar tremolors, retrunys i ones de xoc. |
| 1959                     | Forta erupció que es va observar clarament des de la Ciutat de Guatemala. |
| 15-21 d'octubre del 1974 | La forta erupció va causar pèrdues a l'agricultura. També va tenir fluxos piroclàstics que van destruir part de la vegetació dels voltants del volcà i va sepultar parcialment amb sorra volcànica a Sant Pere Yepocapa i Acatenango. |
| 1-6 de juliol de 2004    | Explosions petites al volcà de Fuego van produir columnes de fum al voltant d'un quilòmetre d'alçada sobre el volcà. Les allaus incandescents de material volcànic van baixar pels costats de la muntanya. |
| 13 de setembre de 2012   | L'erupció més gran del volcà al segle xxi fins aleshores, amb columnes de cendra que van arribar als 3.000 metres d'altura que van provocar l'evacuació de deu mil persones. |
| 8 de febrer de 2015      | Després de fortes explosions que es van registrar al volcà de Fuego, el director de l'Institut Nacional de Sismologia, Vulcanologia, Meteorologia i Hidrologia (INSIVUMEH) va suggerir que es declarés alerta taronja. El director de l'INSIVUMEH va afegir que la situació era crítica perquè la cendra i la lava havien causat incendis forestals. L'INSIVUMEH va reportar que el volcà tenia de quatre a sis explosions per hora, que les columnes de cendra van assolir els 4.800 metres d'alçada, i que els núvols incandescents es van desplaçar aproximadament a vint quilòmetres al voltant del volcà. |
| 3 de juny de 2018        | El volcà va iniciar amb erupcions de febles a moderades el 3 de juny a la tarda on es va advertir de possibles increments en l'activitat explosiva del volcà. les columnes de cendra van assolir els 10.000 metres d'altitud. L'erupció va causar 300 morts, 200 desapareguts, 600 ferits i prop de dos milions d'habitants afectats. En complir poc més de 48 hores d'aquesta erupció, el 5 de juny, novament entra en erupció el volcà de Fuego, amenaçant més poblats del departament d'Escuintla. |
| 18 de novembre de 2018   | El volcà va iniciar amb forts esclafits i expulsió de cendra que supera els 5.000 metres d'altitud, en hores de la tarda, inicia amb fortes explosions i erupcions moderades a fortes, expulsant fluxos de lava. A les 02:00 de la matinada del 19 de novembre es registren explosions violentes amb expulsió de lava que segueix en el transcurs de la matinada i demà de l'esmentat dia, cosa que obliga a les comunitats properes al volcà de Fuego l'autoevacuació preventiva, la Coordinadora Nacional per a la Reducció de Desastres, decreta alerta vermella al departament d'Escuintla, específicament a la capçalera departamental i al municipi de Santa Lucía Cotzumalguapa, activant els COE (Centres d'Operacions d'Emergència) d'aquests municipis en conjunt amb la Coordinadora Municipal per a la Reducció de Desastres (COMRED) per actuar i començar els protocols d'evacuació i habilitació d'albergs. |
| 12 de desembre de 2022   | El volcà va entrar en erupció generant columnes de cendra de 5.000 metres d'alçada sobre el nivell del mar, segons van confirmar les autoritats. Es van observar constants explosions febles i moderades. Es va generar un flux de lava amb una longitud de 800 metres. Es van reportar caigudes de cendra a poblats ubicats a 45 quilòmetres a la rodona de l'accident geogràfic. |